# Luisant
Luisant é uma comuna francesa na região administrativa do Centro, no departamento Eure-et-Loir. Estende-se por uma área de 4,43 km². Em 2010 a comuna tinha 6 992 habitantes (densidade: 1 578,3 hab./km²).447 hab/km².

## Cidades-irmãs
- Maintal-Hochstadt, Alemanha (1974)
- Villanueva del Pardillo, Espanha (2002)
- Chions, Itália (2002)